# Błotnica (Ząbkowice Śląskie)
Pour les articles homonymes, voir Błotnica.
Błotnica est une localité polonaise de la gmina de Złoty Stok, située dans le powiat de Ząbkowice Śląskie en voïvodie de Basse-Silésie.